# 芒廷村 (阿拉斯加州)
芒廷村（英語：Mountain Village），是美国阿拉斯加州的一座城市。该市的人口在2000年为755人，2010年有813人。人口在阿拉斯加州排行第34。